# 東京 - 富里・多古線
東京 - 富里・多古線（とうきょうとみさとたこせん）は東京駅と千葉県富里市、成田市、芝山町、多古町を結ぶ高速バスである。かつては千葉県匝瑳市まで運行していたが、2022年9月17日のダイヤ改正により、多古台バスターミナル - 匝瑳市役所間が廃止された。
2023年11月30日をもってJRバス関東が撤退し、千葉交通の単独運行となった。2025年4月1日からは京成バス千葉イーストが運行している。

## 運行会社
- 京成バス千葉イースト（多古営業所、銚子営業所）

### 過去の運行会社
- ジェイアールバス関東（成田空港支店）
- 千葉交通（多古営業所、銚子営業所） - 2025年4月1日より京成バス千葉イーストに社名変更

## 運行経路
東京駅（乗車は八重洲南口3番のりば、降車は日本橋口） - 富里バスターミナル - 富里七栄スクエア - 末廣農場（※1往復のみ停車） - インターナショナル リゾート ホテル 湯楽城 - 三里塚公園 - 国際医療福祉大学成田病院 - 住宅入口 - 航空博物館 - 岩山 - 白桝 - 染井 - 多古台バスターミナル

## 運行回数
- 東京行5本、多古行3本

## 運賃
- 東京駅 - 富里バスターミナル - インターナショナル リゾート ホテル 湯楽城：大人片道1,600円
- 東京駅 - 三里塚公園 - 白桝：大人片道1,800円
- 東京駅 - 染井 - 多古台BT：大人片道2,000円
  - Suica・PASMO利用の場合、運賃が割引となる。

## 歴史

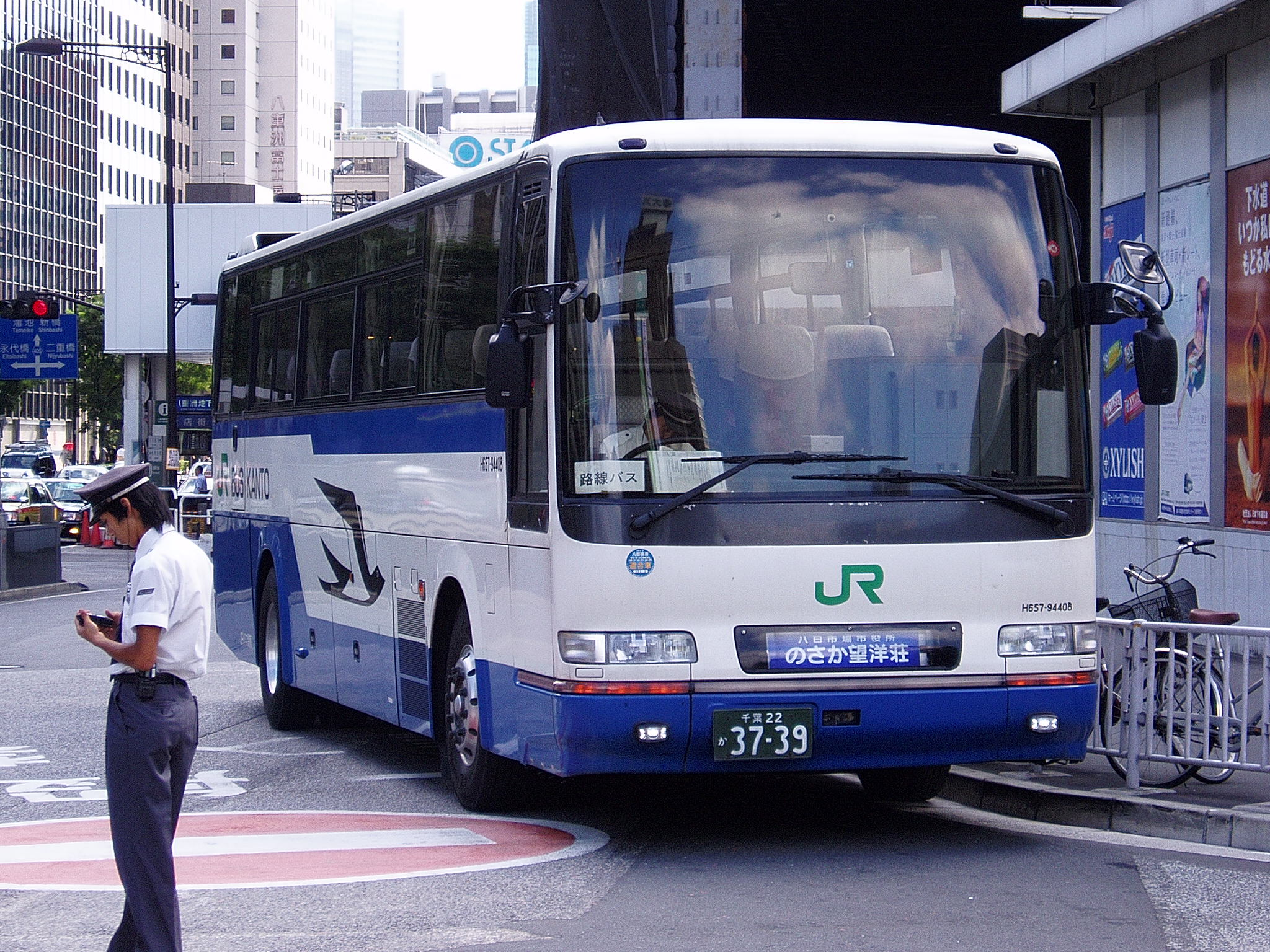
かつてはのさか望洋荘まで乗り入れていた

- 1995年（平成7年）3月1日 - 東京駅 - 八日市場駅間の新規路線として開業[4]。
- 1996年（平成8年）3月1日 - 千葉交通が参入の上、ラディソンホテルなどを経由するルートに変更[5]。1日6往復（JR4・千葉交通2）となる[5]。
- 1997年（平成9年）9月 - バス停新設（富里インター、航空博物館、白桝、染井）および廃止（加茂）。
- 1998年（平成10年）8月 - 3往復をのさか望洋荘に延長。上り便の一部が新木場駅に停車。
- 2000年（平成12年）7月20日 - 1日10往復に増便。1往復がラディソンホテル発着となる。
- 2002年（平成14年）4月26日 - バス停新設（道の駅多古）。
- 2004年（平成16年） - のさか望洋荘乗り入れ便を2往復に減便、上り便の新木場駅乗り入れを中止。
- 2006年（平成18年）9月30日 - この日の運行をもって匝瑳市役所 - のさか望洋荘間の運行を廃止。
- 2009年（平成21年）3月25日 - 1日16往復に増便（JR9・千葉交通7）。匝瑳市役所便を8往復に減便。残りの8往復は三里塚公園止まりとなる。
- 2010年（平成22年）3月24日 - バス停新設（航空博物館北、芝山千代田駅）。三里塚公園止まりの便を芝山千代田駅まで延長するとともに、匝瑳市役所行下り便1本が芝山千代田駅を経由。回数券の発売枚数を6枚綴りから4枚綴りに変更。
- 2012年（平成24年）
  - 1月16日 - 下り最終便（千葉交通担当）がホテル日航成田に乗り入れ[6]。
  - 3月27日 - この日よりSuica・PASMOが使用可能となる。これにより回数券の発売を終了（回数券は同年9月30日まで使用可能）。
- 2015年（平成27年）6月20日 - 多古台バスターミナル、航空科学博物館の各バス停を新設、航空博物館バス停は岩山に名称変更、航空博物館北、芝山千代田駅、JRバス八日市場支店、ホテル日航成田の各バス停を廃止。東京駅 - 匝瑳市役所を結ぶ8往復が多古台バスターミナルを経由。東京駅 - 芝山千代田駅を結ぶ8往復は1往復を多古台バスターミナルまで延伸、7往復が航空博物館前発着に変更[7][8]。
- 2017年（平成29年）7月1日 - 航空博物館前発着7往復のうち、上り1便を多古台バスターミナル、上り1便、下り2便を匝瑳市役所に発着点を変更。これにより、匝瑳市役所発着上り9便、下り10便、多古台バスターミナル発着上り2便、下り1便、航空科学博物館発着5往復に変更[9][10]。
- 2019年（令和元年）6月29日 - ダイヤ改正（匝瑳市役所発着7往復、多古台バスターミナル発着8往復、航空科学博物館発着1往復に）および運賃改定[11][12]。JRバスは多古台バスターミナル発着と航空科学博物館発着担当、千葉交通は匝瑳市役所発着担当に分かれる。

- 2021年（令和3年）

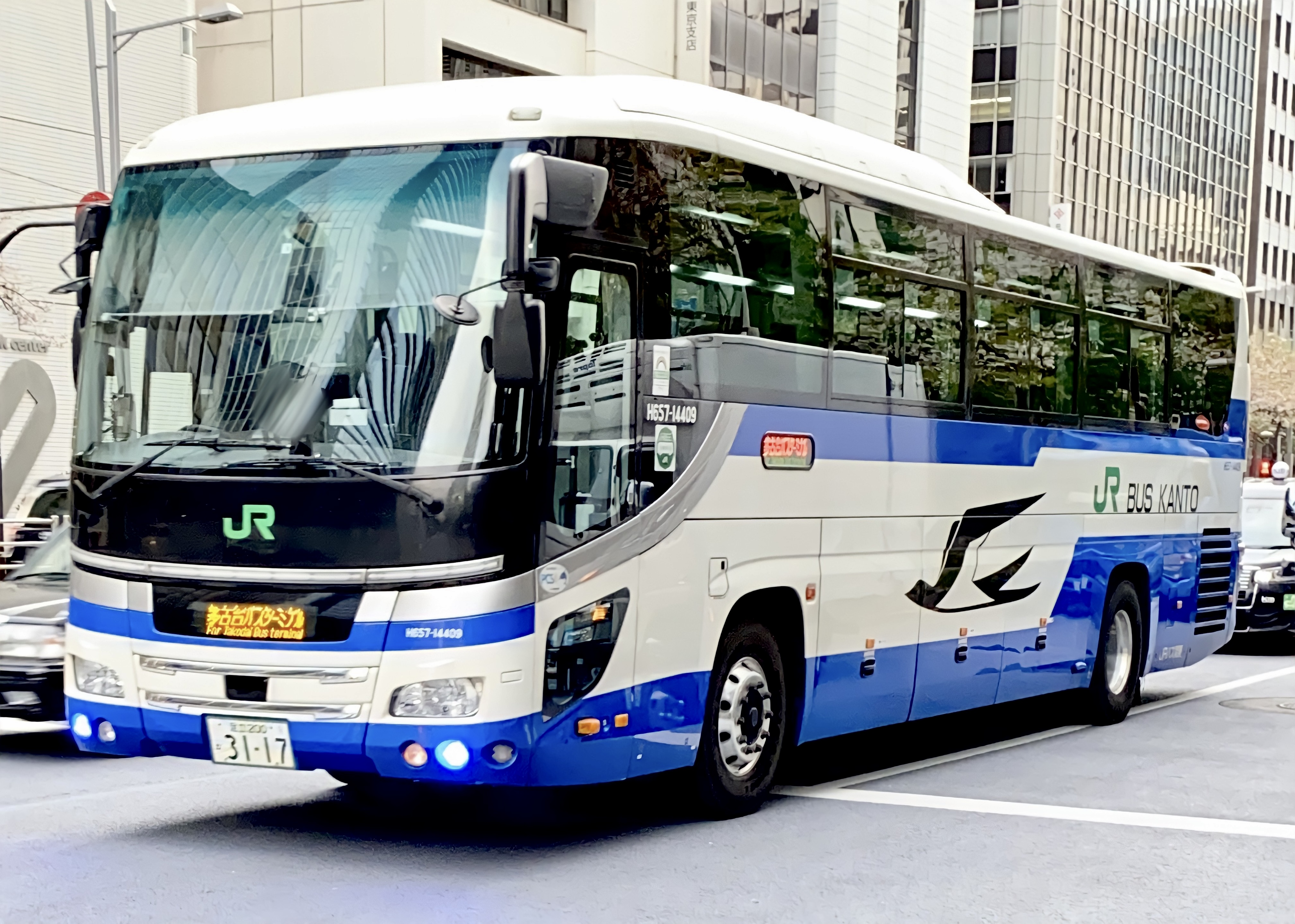
2021年4月1日より多古台バスターミナル行きを担当する東京支店所属車

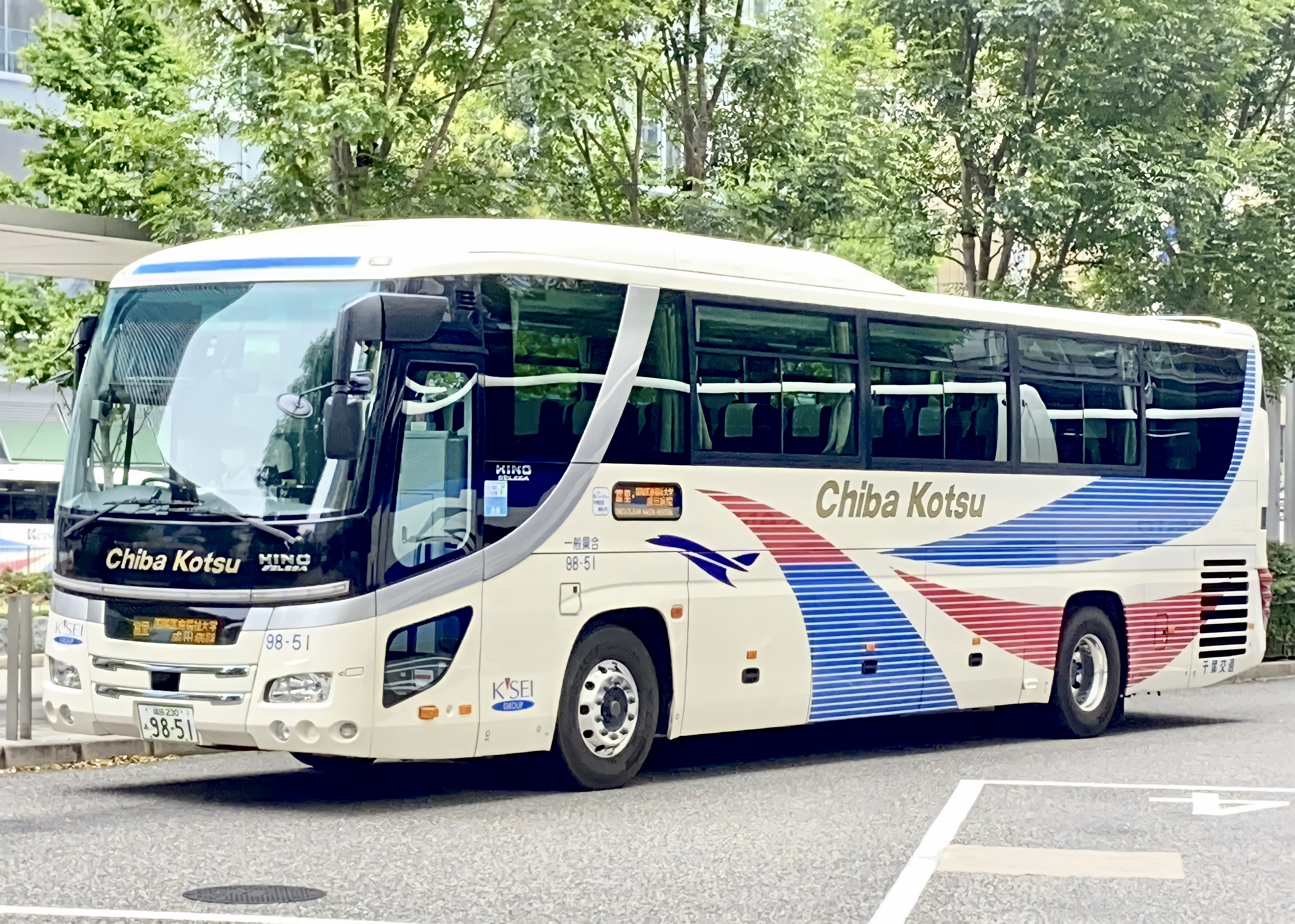
千葉交通が担当する国際医療福祉大学成田病院止まり便

  - 4月1日 - ダイヤ改正。1日8.5往復に減便。全便が国際医療福祉大学成田病院経由となる[13][14]。また、運行効率の改善のため、JRバス関東担当便の一部が東関東支店から東京支店に変更となる[要出典]。
  - 5月10日 - 首都高速道路「呉服橋出入口」廃止に伴い、上り便の運行経路・時刻を変更。
- 2022年（令和4年）
  - 1月1日 - 「ラディソンホテル成田」バス停を「インターナショナル リゾート ホテル 湯楽城」に改名[15]。
  - 4月16日 - 一部便の発着地を変更[16]。
  - 6月5日 - 一部便（1往復）が「末廣農場」バス停に停車[17][18]。
  - 9月17日 - この日の運行をもって多古台バスターミナル - 匝瑳市役所間の運行を廃止[1]。これに伴い匝瑳市役所、八日市場駅、吉田、道の駅多古、多古の各バス停を廃止。匝瑳市役所、八日市場駅は同日より運行を開始した横芝光・旭ルートが代替となる[2]。
- 2023年（令和5年）
  - 8月1日 - ダイヤ改正。上り東京行6本、下り多古行4本に減便[19][20]。
  - 12月1日 - ダイヤ改正。JRバス関東が撤退し、千葉交通単独運行となり、上り東京行5本、下り多古行3本に減便[21][3]。

## 使用車両
- 原則としてトイレ付き4列シートのハイデッカー車で運行する。

## その他
- 富里バスターミナル、航空科学博物館、白桝、多古台バスターミナルに利用者用の無料駐車場（富里バスターミナルは有料）を設置。
- 東京駅 - 航空科学博物館間の往復乗車券と航空科学博物館の入館券などがセットになった「航空科学博物館企画乗車券」をJRバス東京駅窓口で発売。